# Мубарек Герай (сын Селямета I Герая)
Мубаре́к Гера́й (Гире́й) (крым. Mubarek Geray, مبارك كراى‎) — крымский нурэддин (1631—1632), сын крымского хана Селямета I Герая (1608—1610). 

## Биография
В 1610 году после смерти своего отца Селямета I Герая царевич Мубарек Герай вместе со своими братьями покинул Крым и проживал в турецких владениях. В 1620-х годах Мубарек Герай с некоторыми братьями вернулся в Крым, где проживал при дворе хана Джанибека Герая (1628—1635).
В 1629 году по приказу хана Джанибека Герая царевич Мубарек Герай возглавил карательный поход на Малую Ногайскую Орду и Черкессию. В 1629 году прежний калга Шахин Герай, противник Джанибека Герая, потерпел поражение в битве под Перекопом и бежал на Кубань, в Казыев улус. Во главе крымского войска Мубарек Герай вступил в Малую Ногайскую орду, чтобы наказать местных мурз за поддержку Шахина Герая. Большинство ногайских мурз подчинилось Мубареку Гераю и обязалось повиноваться крымскому хану. Мубарек Герай удовольствовался тем, что забрал у ногаев самых лучших лошадей. Крымцы только разорили и выжгли улусы князя Азамата ногайского, который отказался покоряться. Калга Шахин Герай бежал из Казыева улуса к своим родственникам в Черкессию. Вслед за ним туда прибыл Мубарек Герай с войском. Черкесские князья были вынуждены подчиниться власти крымского хана и не разрешили Шахину Гераю оставаться в их землях. Мубарек Герай взял с них дань аргамаками, панцырями и пленниками.
Осенью 1631 года после смерти своего брата Девлета Герая хан Джанибек Герай назначил новым калгой бывшего нурэддина Азамата Герая, старшего брата Мубарека Герая. Новым нурэддином стал Мубарек Герай. Вскоре между ханом и новым калгой началась открытая вражда.
В июне 1632 года Джанибек Герай вызвал калгу Азамата Герая на переговоры, во время которых последний был убит. Затем хан отправил своих слуг умертвить его младших братьев, царевичей Мубарека Герая и Сафу Герая. Братья Мубаркк и Сафа Гераи, предупрежденные Велиша-мурзой Дивеевым, бежали в Перекоп и Кафу. Были истреблены только трое малолетних сыновей Мубарека Герая. Джанибек Герай обвинил своих сводных братьев в тайных связях с беглым Шахином Гераем, вторично появившемся на Северном Кавказе.